# Isola Buck
Buck (in aleutino Ukdaxsxix) è una piccola isola del gruppo delle Fox nell'arcipelago delle Aleutine orientali e appartiene all'Alaska (USA). Si trova tra le baie di Buck e Kashega sul lato settentrionale della parte sud-occidentale di Unalaska.